# Okawela Division
Okawela Division är en division i Sri Lanka.   Den ligger i provinsen Southern Province, i den södra delen av landet, 130 km sydost om huvudstaden Colombo.